# Finanztechnologie
Finanztechnologie (englisch financial technology, verkürzt zu Fintech bzw. FinTech) ist ein Sammelbegriff für technologisch weiterentwickelte Finanzinnovationen, die in neuen Finanzinstrumenten, -dienstleistungen oder intermediären in Kombination mit neuen Technologien resultieren. Darunter fallen digitale Zahlungssysteme (z. B. Mobile-Banking, Mobile Payment, Cyberwallets), alternative Kredit- und Finanzierungsformen (z. B. P2P-Kredite, Crowdfunding, Online-Kreditplattformen), digitale Vermögensverwaltung und Investment (z. B. Robo-Advisors, Social Trading) und Blockchain-basierte Anwendungen (z. B. Kryptowerte, NFTs). Im engeren Sinn wird der Begriff Fintech häufig mit den Unternehmen gleichgesetzt, welche digitale bzw. technologische Finanzinnovationen anbieten.
Lösungen für den Versicherungsbereich werden als Versicherungstechnologie bezeichnet (auch InsurTech, vom englischsprachigen insurance „Versicherung“), Lösungen für den Bereich der Vermögensverwaltung als WealthTech und solche für den Bereich des Zahlungsverkehrs als PayTech.

## Definition
Finanztechnologie bzw. Fintech ist eine neue Finanzindustrie, die Technologie verwendet, um finanzielle Aktivitäten zu verbessern. Diese unterscheiden sich mindestens in fünf Gestaltungsbereichen. Ein erster betrifft mit der Banken- und der Versicherungsindustrie die unterschiedlichen Sektoren der Finanzindustrie. Ein zweiter betrifft den fachlichen Anwendungsbereich, wobei sich die meisten FinTech Start-up-Unternehmen häufig auf einen der Bereiche Zahlen, Absichern, Anlegen, Vorsorgen, Finanzieren oder Beraten konzentrieren. Beispiele sind etwa mobile Bezahllösungen oder Social-Trading-Lösungen für den Anlagebereich. Ein dritter Bereich betrifft das adressierte Kundensegment. Beispiele sind Anwendungen für den Peer-to-Peer-Kredit im Retail Banking oder elektronische Marktplätze für Unternehmensfinanzierungen für das Corporate Banking. Eine vierte Unterscheidung betrifft die Interaktionsform, bei welcher etwa Community-Banking Ansätze für den C2C-Bereich oder Online Portfolio Management-Systeme im B2C-Bereich anzutreffen sind. Fünftens unterscheiden sich die Ansätze hinsichtlich ihrer Positionierung gegenüber Finanzdienstleistern. Eine erste Form sind von Banken oder Versicherungen selbst angebotenen Lösungen wie etwa Personal Finance Management-Systeme, während ein zweiter Typ auf kooperative oder konkurrierende Angebote gegenüber Banken oder Versicherungen fokussiert.
Fintechs bieten Angebote entlang der bereits existierenden Wertschöpfungskette von Banken. Dementsprechend lassen sich Fintechs entsprechend der wesentlichen Angebotspalette von Banken klassifizieren: 1. Konto und Zahlungsverkehr (Paytechs, Cryptocurrency, Personal Finance Management), 2. Investment (Robo Advisory, Savings, Social Trading, Pension fintechs), 3. Finanzierung (Credit, Crowdfunding, Factoring), 4. Services und Tools (Comparison platforms, Identification, Blockchain, Artificial Intelligence), 5. Versicherungen (Insurtechs), 6. Angebote rund um die Immobilie (Proptechs).
| Sektor                 | Anwendungsbereich                                                                                    | Kundensegment                                                                                          | Interaktionsform  | Positionierung |
| ---------------------- | --- | --- | ----------------- | --- |
| - Banken - Versicherer | - Bezahlen - Absichern - Anlegen - Finanzieren - Vorsorgen - Beratung - Übergreifend - Infrastruktur | - Retail Banking - Corporate Banking - Private Banking - Lebensversicherung - Nicht-Lebensversicherung | - C2C - B2C - B2B | - Bank/Versicherung - Nicht-Bank/Versicherung – Bank/Versicherung-Kooperation - Nicht-Bank/Versicherung – Bank/Versicherung-Konkurrenz |

## Ziele und Potenziale
Finanztechnologie wird meist von Start-up-Unternehmen und jungen Unternehmen angewandt. Diese versuchen, etablierten Wettbewerbern wie beispielsweise Banken Marktanteile abzunehmen. Hierbei streben die neuen Anbieter (z. B. Revolut oder N26) typischerweise an, ihr Geschäft ohne Banklizenz betreiben zu können, da die hohen Anforderungen der Bankenregulierung eine deutliche Markteintrittshürde darstellen. Den Verbrauchern wird ermöglicht, ohne Mittelsmann direkt über das Internet beispielsweise Geld anzulegen, einen Kredit aufzunehmen, Bezahlvorgänge abzuschließen oder eine Finanzberatung (vgl. Robo-Advisory) in Anspruch zu nehmen. Begünstigt werden Fintechs von Entwicklungen im Bereich Big Data und Cloud-Computing, sowie der rasanten Verbreitung von Smartphones, Laptops und Tablets in Verbindung mit nahezu ständigem Zugriff auf das Internet. So ist es auch jungen und kleinen Unternehmen möglich, etablierte Unternehmen zu attackieren, oder eine Nische im Markt zu besetzen. Finanztechnologie wird seit dem Aufkommen des Internets als eine potenziell disruptive Technologie beschrieben, die bestehende Dienstleistungen nahezu vollständig ersetzen könnte. Die Marktanteile der Finanztechnologie-Unternehmen am Gesamtmarkt liegen aber teilweise noch im Promille-Bereich.
Gemäß Helmut Ettl, Chef der österreichischen Finanzmarktaufsicht, ist die Digitale Revolution dabei ein Strukturschock für den gesamten Finanzsektor. Das bezieht sich einerseits auf technologische Innovationen, virtuelle Währungen, Crowdfunding, Finanzinnovationen, Geschäftsmodelle und das Kundenverhalten und andererseits auf das veränderte globale Wettbewerbsumfeld und die teilweise nachhinkende regulatorische Erfassung der Vorgänge zum Schutz der Verbraucher. Da die Regeln zur Bankenregulierung auch dem Verbraucherschutz dienen, wird in der Öffentlichkeit ein Unterlaufen dieser Verbraucherschutzvorschriften durch Finanztechnologie diskutiert. Es bestehe das Risiko, dass Anleger zu hohe Risiken tragen, die Kreditnehmer Wucherzinsen zahlen.

## Hauptbereiche
Die Finanztechnologie wurde zur Automatisierung von Versicherungen, Handel und Risikomanagement eingesetzt. Die Dienste können von verschiedenen unabhängigen Anbietern stammen, einschließlich mindestens einer lizenzierten Bank oder eines Versicherers. Die Zusammenschaltung wird durch offene APIs und Open Banking ermöglicht und durch Vorschriften wie die europäische Zahlungsdiensterichtlinie unterstützt.
Beim Handel an den Kapitalmärkten erleichtern innovative elektronische Handelsplattformen den Handel Online und in Echtzeit. Über soziale Handelsnetzwerke können Anleger das Handelsverhalten ihrer Kollegen und erfahrener Händler beobachten und ihre Investmentstrategien an Devisen- und Kapitalmärkten verfolgen. Die Plattformen erfordern wenig oder kein Wissen über die Finanzmärkte und wurden vom World Economic Forum als Störer beschrieben, die „eine kostengünstige, hoch entwickelte Alternative zu traditionellen Vermögensverwaltern“ darstellen.
Robo-Advisor sind eine Art von automatisierten Finanzberatern, die eine online-Finanzberatung oder Anlageverwaltung mit mäßigen bis minimalen Eingriffen durch den Menschen anbieten. Sie bieten digitale Finanzberatung auf der Grundlage mathematischer Regeln oder Algorithmen und können somit eine preiswerte Alternative für menschliche Berater darstellen.
Die weltweiten Investitionen in Finanztechnologie stiegen um mehr als 2.200 % von 930 Millionen US-Dollar im Jahr 2008 auf über 22 Milliarden US-Dollar im Jahr 2015. Laut dem Amt des Bürgermeisters von London (2014) ist die aufstrebende Finanztechnologie-Branche in London in den letzten Jahren stark gewachsen. Vierzig Prozent der Arbeitskräfte der Stadt London sind in Finanz- und Technologie-Dienstleistungen tätig.
In Europa wurden im Jahr 2014 1,5 Milliarden US-Dollar in Finanztechnologie-Unternehmen investiert, wobei in London ansässige Unternehmen 539 Millionen US-Dollar, die in Amsterdam ansässigen Unternehmen 306 Millionen US-Dollar und die in Stockholm ansässigen Unternehmen 266 Millionen US-Dollar investierten. Stockholm ist, nach London, die zweit-kapitalkräftigste Stadt in Europa in den letzten 10 Jahren. Die FinTech-Geschäfte in Europa erreichten ein Fünf-Viertel-Hoch und stiegen von 37 im vierten Quartal 2015 auf 47 im ersten Quartal 2016. Litauen entwickelt sich seit dem Austritt Großbritanniens aus der Europäischen Union zu einem nordeuropäischen Drehkreuz für Finanztechnologie-Unternehmen. Laut Statistik hat Litauen seit 2016 51 FinTech-Lizenzen erteilt, davon 32 im letzten Jahr.
Im asiatisch-pazifischen Raum wird im April 2015 in Sydney ein neuer Finanztechnologie-Hub eröffnet. Laut KPMG schafft Sydneys Finanzdienstleistungssektor im Jahr 2017 9 Prozent des nationalen BIP und ist größer als der Finanzdienstleistungssektor in Hongkong oder Singapur. Im Jahr 2015 wurde in Hongkong ein Innovationslabor für Finanztechnologie gegründet. Im Jahr 2015 startete die Monetary Authority of Singapore eine Initiative mit dem Namen Fintech and Information Group, um Start-ups aus der ganzen Welt anzuziehen. Es versprach, in den nächsten fünf Jahren 225 Millionen US-Dollar im Fintech-Sektor auszugeben.

## Entwicklung
Im Jahr 2012 wurden weltweit schon elf Milliarden Britische Pfund in Fintech-Unternehmen investiert. Allein drei Milliarden Pfund flossen dabei an Unternehmen aus Großbritannien, die somit 30 % der Gesamtinvestitionen auf sich vereinen konnten. Zu den bekanntesten britischen Fintech-Unternehmen zählen Crowdlending-Pionier Zopa und Microfinance-Anbieter Wonga. Großbritannien zählt damit zu den Vorreitern der Entwicklung und beherbergt zudem rund die Hälfte der im Jahr 2014 laut „FinTech 50“-Rangliste vielversprechendsten europäischen Unternehmen in diesem Wirtschaftssegment. Weltweit führend sind allerdings die USA mit einem Anteil von 60 %, Deutschland kommt lediglich auf einen Anteil von 0,6 % aller Investitionen.
Im Jahr 2020 gilt Stripe mit einem Wert von 36 Milliarden Dollar als das wertvollste Fintech-Unternehmen der Welt. Durch diese Entwicklungen geraten Banken unter Druck.
Von April 1992 bis April 2020 wurden weltweit mehr als USD 102 Mrd. Venture Capital in 8.448 Finanzierungsrunden in Fintechs investiert. Der Großteil der Venture Capital Investitionen in Fintechs begann in den Jahren 2014 und 2015. Weltweit gibt es Tausende von Fintechs. Die ersten entwickelten sich in den USA, dann in Europa und seit 2015 insbesondere in China. Die meisten Finanzierungsrunden gab es von Januar 2017 bis April 2020 im Bereich Paytechs mit 600 Finanzierungsrunden und Durchschnittsvolumina je Finanzierungsrunde von USD 49,89 Mio. Von Januar 2017 bis April 2020 gab es im Bereich Fintechs Blockchain 466 Finanzierungsrunden mit Venture Capital, im Bereich Cryptocurrencies 313 Finanzierungsrunden und im Bereich Crowdfunding nur 99 Finanzierungsrunden.

### Fintech in Deutschland
In Deutschland haben sich bis 2016 über 340 aktive Finanztechnologie-Unternehmen etabliert. Innerhalb Europas liegt der deutsche FinTech-Markt nach Großbritannien auf dem zweiten Platz. Auch im globalen Vergleich hat Deutschland in den letzten Jahren zunehmend aufgeholt. Regionaler Schwerpunkt liegt vor allem in Berlin, danach folgen München und Frankfurt am Main. Zu den Finanztechnologie-Unternehmen zählen die Mobile-Payment-Anbieter Payleven, das Mikrofinanzinstitut Kreditech, die Crowdlending-Plattform Auxmoney und die Direktbank Fidor Bank. Risikokapital sammelten bislang vor allem die Raisin GmbH mit WeltSparen (60 Millionen Euro), Payleven (10 Millionen Euro), Online-Payment-Anbieter Paymill (14 Millionen Euro) und Auxmoney (12 Millionen Euro) ein. 2010 startete der erste Kurzzeitkreditanbieter Vexcash sein Geschäftsmodell in Deutschland. Rocket Internet gründet seit 2013 in Deutschland ansässige, aber international agierende Fintech-Startups wie Lendico und Zencap. Der Anbieter Barzahlen ermöglicht seit 2013 das Bezahlen von Rechnungen und seit 2017 das Abheben von Bargeld in Einzelhandelsgeschäften. Seit 2019 ist N26 das wertvollste deutsche Finanz-Start-up mit einer Unternehmensbewertung von 2,3 Milliarden Euro.

### Fintech in der Schweiz
Die Fintech-Szene der Schweiz besteht aus einer Vielzahl von Organisationen und Unternehmen mit unterschiedlicher Ausrichtung. Gleichzeitig unterstützen Bundesrat und Parlament Innovation im Finanzbereich mit gezielten Massnahmen, beispielsweise der Einführung der „Fintech-Lizenz“ oder dem Bundesgesetz zur „Anpassung des Bundesrechts an Entwicklungen der Technik verteilter elektronischer Register“. Zu den Fintech-Organisationen der Schweiz zählen unter anderem die Finance-2.0-Initiative, die Vereinigung Swiss Finance Startups, die bereits 2013 gegründete Bitcoin Association Switzerland, die Swiss Blockchain Federation, die Swiss Crowdfunding Association, die Swiss Finance and Technology Association und die Capital Markets and Technology Association. Hinzu kommen internationale Organisationen mit Sitz in der Schweiz, beispielsweise die Ethereum Foundation.
Stand April 2018 existieren in der Schweiz 224 Schweizer Fintech-Unternehmen. Diese werden in 7 Hauptkategorien aufgeteilt: Investing und Asset Management, Market-Information- und Advisory-Portale, Payment-Anbieter, Crowdfunding und weitere alternative Finanzierungsanbieter, Crypto- und Blockchain-Anwendungen, Versicherungen, Daten-Management und -Analyse sowie andere. Zu den bekanntesten Schweizer Fintech-Startups gehören Advanon (inzwischen mit Creditgate24 fusioniert), Loanboox, Lykke, MoneyPark (gehört inzwischen der Helvetia Versicherungen) und Proxeus. Im Mai 2019 wurde bekannt, dass SIX beabsichtigt, noch 2019 einen Open-Banking-Hub für Firmenkunden anzubieten. Unter anderem werden die beiden Buchhaltungssoftware-Anbieter Abacus und Klara den Hub nutzen. UBS, Credit Suisse, Zürcher Kantonalbank, Valiant sowie die Raiffeisen-Gruppe machen beim Projekt mit. Im August 2019 wurde Numbrs zum ersten Fintech-Unicorn der Schweiz. Die erste Fintech-Lizenz ging im Jahr 2020 an die Neobank Yapeal.

### Fintech in Österreich
In Österreich wurden Fintech-Startups gegründet, die sich vor allem auf drei Bereiche konzentrieren. Anbieter wie Fonmoney, Wallegro, Bluecode und K-Wallet fokussieren sich darauf, mobiles Bezahlen und Geldüberweisungen mit dem Smartphone zu erleichtern. Auf das Thema Finanzprodukte und Crowdinvesting setzen unter anderen Finnest, Conda und Wikifolio. Der dritte Entwicklungsstrang geht in Richtung Vergleich zwischen Banken. Anbieter wie finpoint.at versuchen, für Unternehmen die Suche nach Fremdfinanzierung zu erleichtern. baningo.com bietet eine Plattform, auf der Banken ihre Berater online stellen. Sowohl Privat- als auch Geschäftskunden können diese kontaktieren. finanzbuddy.at verfolgt einen ähnlichen Ansatz, legt den Schwerpunkt aber auf die Bewertung von selbstständigen Vermögens- und Finanzberatern. Zur Unterstützung von Neugründern haben sich in Österreich, sowohl für Fintechs als auch für Startups aus anderen Branchen, private und öffentliche Initiativen gebildet. Die Wirtschaftskammer stellt über gründerservice.at Informationen und Beratung für Startups in der Anfangsphase bereit. StartupLeitner bietet für junge Unternehmen Unterstützung in rechtlichen, kaufmännischen und strategischen Fragen. Als Plattform zur Vernetzung in der österreichischen Startup-Szene und zur Interessensvertretung entstand AustrianStartup.